# Équipe d'Allemagne féminine de hockey sur gazon
L'équipe d'Allemagne de hockey sur gazon féminin est la sélection des meilleures joueuses allemandes de hockey sur gazon. 

## Palmarès
| Jeux olympiques - 1984 : 2e - 1988 : 5e - 1992 : 2e - 1996 : 6e - 2000 : 7e - 2004 : 1er - 2008 : 4e - 2012 : 7e - 2016 : 3e - 2020 : 6e - 2024 : 6e |  | Coupe du monde - 1974 : 3e - 1976 : 1er - 1978 : 2e - 1981 : 1er - 1983 : 4e - 1986 : 2e - 1990 : 8e - 1994 : 4e - 1998 : 3e - 2002 : 7e - 2006 : 8e - 2010 : 4e |  | Championnat d'Europe - 1984 : 3e - 1987 : 4e - 1991 : 2e - 1995 : 3e - 1999 : 2e - 2003 : 3e - 2005 : 2e - 2007 : 1er - 2009 : 2e - 2011 : 2e - 2013 : 1er - 2015 : 3e - 2017 : 4e - 2019 : 2e - 2021 : 2e |